# Platoul Hollick-Kenyon
Platoul Hollick-Kenyon (coordonate: 78°0′S 105°0′V / 78.000°S 105.000°V) este un platou mare în Antarctida.

## Geografia
Platoul Hollick-Kenyon este situat între partea de nord a Munților Ellsworth, la est, și Muntele Takahe și Munții Crary, la vest. Platoul este acoperit cu un strat de gheață care are 4267 metri grosime și ajunge la 1800 m altitudine, de aici rezultă că fundul depresiunii se găsește la 2467 metri sub nivelul mării.

### Particularitate
Platoul Hollick-Kenyon este cea mai adâncă depresiune de pe uscat, de pe Pământ. 

## Istoria
Platoul a fost descoperit de către Lincoln Ellsworth la zborul trans-antarctic al avionului său în perioada noiembrie-decembrie 1935, și numit de Ellsworth după numele pilotului avionului. Pilotul se numea Herbert Hollick-Kenyon.